# 蔡雲輝
蔡云辉（1923年8月15日—1985年8月28日），印尼華裔企業家，谏义里香烟帝国鹽倉集團的缔造者。

## 生平
蔡云辉是1923年8月15日出生于福建省福清縣音西镇溪前村。1927年随父母前往印尼古达玛路谋生。10岁时，因父病逝回到家乡。两年后又随母到印尼墨朝刀，后移居马都拉岛的三邦。他随叔父蔡国强到三宝垄，在其经营的香烟厂工作。
1949年，他与叔父合股开办规模不大的“九三牌”烟厂，先担任推销员，后升任经理。1956年，他离开烟厂，当了烟草商拍客。1958年，他在東爪哇省谏义里创办香烟厂，生产“盐仓”牌丁香烟。1966年，蔡国强把所经营的规模较大烟厂交给蔡云辉管理。从此，“盐仓”烟厂逐步发展成为全印尼最现代化的丁香烟企业集团。
1985年8月28日，蔡云辉因心脏病逝世于新西兰的奧克兰医院，终年62岁。

## 家庭
蔡云辉有5男2女，现企业由其子蔡道行、蔡道平经营。